# Беной (Веденський район)
Беной (рос. Беной) — село у Веденському районі Чечні Російської Федерації.
Населення становить 557 осіб (2019). Входить до складу муніципального утворення Бенойське сільське поселення.

## Історія
Згідно із законом від 20 лютого 2009 року органом місцевого самоврядування є Бенойське сільське поселення.

## Населення
| 2002 | 2010 | 2012 | 2013 | 2014 | 2015 | 2016 |
| ---- | ---- | ---- | ---- | ---- | ---- | ---- |
| 502  | ↘440 | ↗597 | ↘594 | ↗595 | →595 | ↘587 |
| 2017 | 2018 | 2019 |      |      |      |      |
| ↘577 | ↘567 | ↘557 |      |      |      |      |